# Paul Denker (Schiff)
Der Seenotrettungskreuzer Paul Denker ist ein Museumsschiff in Bremen. Er war das erste vollständig aus Aluminium hergestellte Schiff der Deutschen Gesellschaft zur Rettung Schiffbrüchiger (DGzRS) und gleichzeitig die kleinste aller in Deutschland gebauten Seenotrettungseinheiten mit einem Tochterboot. Insgesamt stand der Kreuzer 38 Jahre im Dienst der Gesellschaft.

## Geschichte
Bei den vor der Paul Denker gebauten Seenotkreuzern der 23,2-m-Klasse und der 26-m-Klasse waren zwar die Aufbauten und das Walfischdeck schon aus Aluminium gefertigt worden, die Rümpfe bestanden jedoch noch aus Stahl. Im Jahre 1967 von der Schweers-Werft in Bardenfleth unter der Baunummer 6398 erbaut, diente die Paul Denker quasi als Testfahrzeug für die damals neuen Leichtmetallkreuzer. Die mit ihr gewonnenen Erkenntnisse flossen in die Entwicklung der nachfolgenden Kreuzer- und Seenotrettungsbootserien ein. Die DGzRS-interne Bezeichnung lautete KRS 01.
Das offene Tochterboot mit der DGzRS-internen Bezeichnung KRT 01 wurde ebenfalls von Schweers unter der Baunummer 6399 gebaut, wurde aber 1977 durch ein Schlauchboot ersetzt.

## Namensgebung
Das Schiff erhielt bei seiner Taufe den Namen des Vormanns des Seenotkreuzers Adolph Bermpohl. Die komplette Besatzung der Adolph Bermpohl – mit Paul Denker, H.-J. Kratschke, Otto Schülke und G. Kuchenbecker – war bei einem schweren Unglück am 23. Februar 1967 vor Helgoland im Einsatz ums Leben gekommen.
Das Tochterboot erhielt den Namen Eiswette von 1829 zur Erinnerung an das Gründungsjahr der Bremer Eiswette.

## Stationierungen
Von Juni 1967 bis September 1969 war die Paul Denker an der Schlei auf der Seenotrettungsstation Maasholm stationiert und wurde dann zur Seenotrettungsstation Grömitz verlegt, wo sie bis Oktober 1975 im Einsatz stand. Es folgte die Verlegung zur Seenotrettungsstation Travemünde. Ab Februar 2000 diente das Schiff bis Juni 2005 den Ausbildungszwecken an der SAR-Schule in Neustadt in Holstein.
Tabelle der Stationierungen

| Seenotrettungskreuzer der 17-Meter Klasse |                               |                                        |                                                                 |                             |                         |                                     |
| Bau-Nr. – Name Rufzeichen                 | Tochterboot                   | Rettungs- stationen                    | Stationierungen von – bis                                       | Baudaten Jahr/Werft/Bau Nr. | Taufe                   | Bemerkung – Verbleib                |
| KRS 01 Paul Denker Ruf:                   | KRT 01 Eiswette von 1829 Ruf: | Maasholm Grömitz Travemünde SAR Schule | 06/1967→09/1969 09/1969→10/1975 10/1975→02/2000 02/2000→06/2005 | Bj. 1967 Schweers Nr. 6398  | 13. Juni 1967 in Bremen | → Bremen Focke-Museum Museumkreuzer |

## Verbleib
Seit Juli 2005 ist die Paul Denker als Museumsschiff im Focke-Museum in Bremen ausgestellt.

## Weblinks

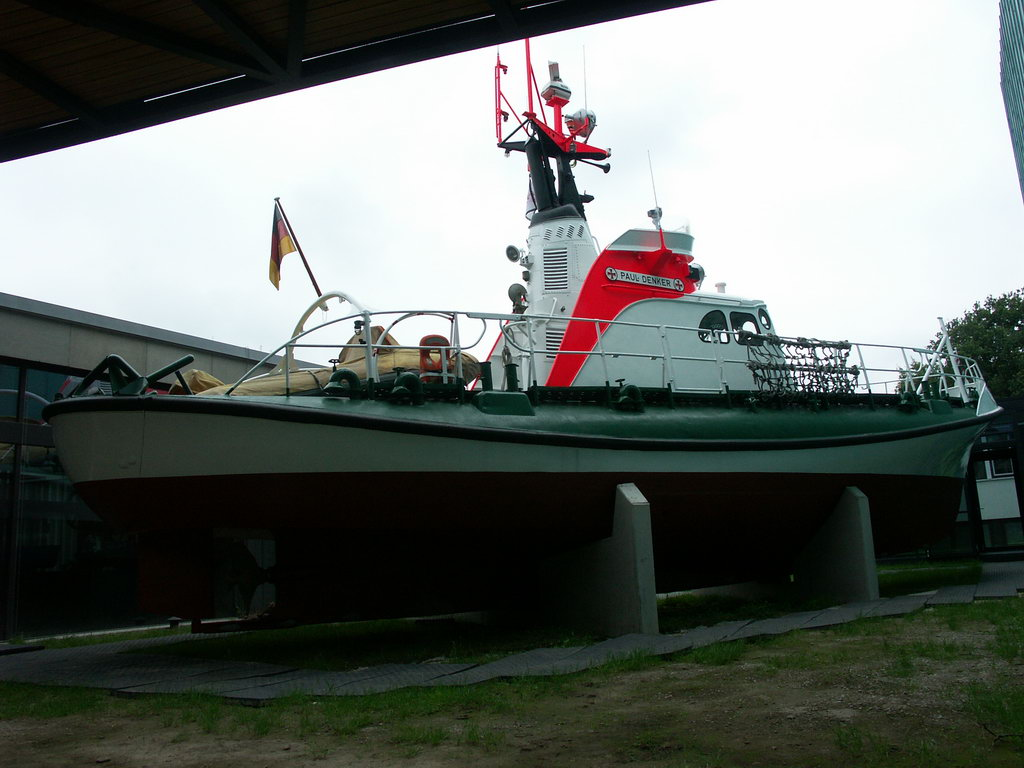
Die Paul Denker 2005 im Focke Museum